# Послідовність престолонаслідування у Вальдек і Пирмонт

Герб князівства Вальдек і Пирмонт

Послідовність престолонаслідування у колишньому князівстві Вальдек і Пирмонт - графство Вальдек (з 1712 року князівство) існувало на території Священної Римської імперії та Німецької імперії (територія сучасної Німеччини).
Державне утворення існувало з 1180 року й знаходилось під владою правителів з будинку Вальдек.
Князівство Вальдек і Пирмонт (Waldeck und Pyrmont) було скасовано 1918 року під час революції в Німеччині, після поразки Центральних держав у Першій світовій війні. 
Послідовність престолонаслідування у Князівстві Вальдек і Пирмонт, як і у більшості колишніх держав Священної Римської імперії, була нап-салічна, з правом найстаршої представниці жіночою лінії роду від останнього правителя-чоловіка, успадковувати корону після вимирання династії по чоловічій лінії. 
Нинішнім претендентом на престол у Князівстві Вальдек і Пирмонт та головою Будинку є князь Вальдека і Пирмонта Карл-Антон, онук останнього правлячого князя Фрідріха.

## Послідовність наслідування престолу

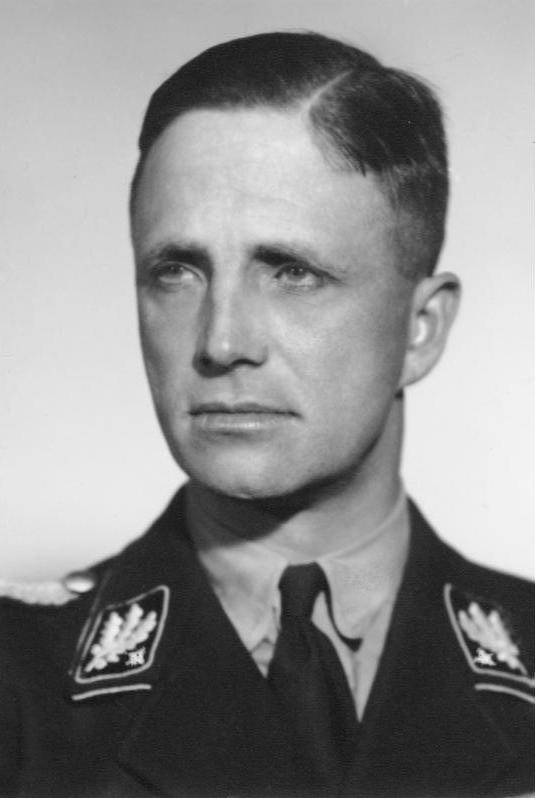
Йозіас, князь Вальдек-Пирмонтський, глава Будинку (1946—1967)

Претенденти на трон у Князівстві Вальдек і Пирмонт.
- Фрідріх, Князь Вальдека і Пирмонта (1865-1946)
  - Йозіас, князь Вальдек-Пирмонтський (1896-1967)
    - Віттекінд Вальдек-Пірмонтський (1936-2024)
      - Карл-Антон Вальдек-Пірмонтський (нар. 1991)
      - (1) Йосіас Крістіан, наслідний принц (нар. 1993)
      - (2) Принц Йоханнес (нар. 1993)

  - Принц Максиміліан Вільгельм (1898-1981)
    - (3) Принц Георг-Віктор (нар. 1936)
      - (4) Кристіян-Людвіг (нар. 1967)
        - (5) Кристіян Волрад (нар. 1998)
        - (6) Віктор (нар. 2000)
        - (7) Казимір (нар. 2002)
        - (8) Моріц (нар. 2006)

      - (9) Волрад (нар. 1974)
        - (10) Ніколас Кристіян-Людвіг (нар. 2012)

  - Принц Георг Вільгельм (1902-1971)
    - (11) Принц Йосіас Фрідерік (нар. 1935)
      - (12) Олександер (нар. 1972)
        - (13) Йосіас Людвіг (нар. 2012)

      - (14) Клімент (нар. 1975)

    - Принц Георг-Фрідерік (1936-2020)
      - (15) Prince Philipp-Heinrich (нар. 1967)

    - (16) Принц Волквін (нар. 1940)
      - (17) Принц Фрідерік (нар. 1969)
        - (18) Паул-Фердинанд (нар. 2012)

      - (19) Ніколаус Карл (нар. 1970)
      - (20) Людвіг Вільгельм (нар. 1983)

    - (21) Кристіян-Пітер (нар. 1945)
      - (22) Георг-Вільгельм (нар. 1972)
        - (23) Фрідеріх-Карл Ульріх (нар. 1999)
        - (24) Макс Георг (нар. 2000)
        - (25) Каспар (нар. 2004)
        - (26) Кристіян Хубертус (нар. 2004)